# Raoul Caudron
Raoul Caudron, né le 2 décembre 1883 à Paris et mort le 1er juin 1958 à Saint-Étienne, était un entraîneur de football français.
Il est notamment le sélectionneur de l'équipe de France de football qui dispute la Coupe du monde 1930.